# O Estrangeiro (1967)
O Estrangeiro (Lo straniero) é um filme franco-italiano de 1967, do gênero drama, dirigido por Luchino Visconti e baseado em livro homônimo de Albert Camus.

## Elenco
- Marcello Mastroianni.... Arthur Meursault
- Anna Karina.... Marie Cardona
- Bernard Blier.... defensor
- Georges Wilson.... msgistrado
- Bruno Cremer.... padre
- Pierre Bertin.... juiz
- Jacques Herlin.... diretor
- Marc Laurent.... Emmanuel
- Georges Géret.... Raymond
- Alfred Adam.... advogado geral
- Jean-Pierre Zola.... empregador
- Mimmo Palmara.... Masson
- Angela Luce.... Madame Masson